# トレミーの定理
トレミーの定理（トレミーのていり、英: Ptolemy's Theorem）とは、円に内接する四角形 ABCD において、辺の長さに関する等式：
{\displaystyle AC\cdot BD=AD\cdot BC+AB\cdot DC}
が成り立つという幾何学の定理。トレミーは古代ローマの天文学者クラウディオス・プトレマイオスの姓プトレマイオスの英語表記Ptolemyの音訳である。プトレマイオスの定理とも呼ばれる。
トレミーの定理を一般化したオイラーの定理（オイラーのていり）とは、必ずしも円に内接しない四角形 ABCD において、辺の長さに関するトレミーの不等式（英: Ptolemy's inequality）：
{\displaystyle AC\cdot BD\leqq AD\cdot BC+AB\cdot DC}
が成り立つという幾何学の定理のことである。逆に、必ずしも同一平面上にない4点 A, B, C, D に関して、辺の長さに関する等式：
{\displaystyle AC\cdot BD=AD\cdot BC+AB\cdot DC}
が成り立つならば、4点 A, B, C, D は同一直線上にあるか、または同一平面上にあり、かつ四角形 ABCD は同一の円に内接する。

## 証明
計算の便宜をはかり、a = AD, b = AB, c = BC, d = DC とおくことにする。また、A = ∠A = ∠DAB, B = ∠B = ∠ABC, C = ∠C = ∠BCD, D = ∠D = ∠CDA のこととする。
余弦定理および内接四角形の性質より、
{\displaystyle BD^{2}=a^{2}+b^{2}-2ab\cos A}、
{\displaystyle BD^{2}=c^{2}+d^{2}-2cd\cos C=c^{2}+d^{2}+2cd\cos A}
が成り立つ。ここから cos A を消去して、
{\displaystyle (ab+cd)BD^{2}=(ad+bc)(ac+bd)}
を得る。また AC について同様にして
{\displaystyle (ad+bc)AC^{2}=(ab+cd)(ac+bd)}
となるから、2 式を掛けて
{\displaystyle (ab+cd)(bc+ad)AC^{2}\cdot BD^{2}=(ac+bd)^{2}(ad+bc)(ab+cd)}
を得る。これを整理すれば、
{\displaystyle AC\cdot BD=ac+bd}
となる。すなわち、
{\displaystyle AC\cdot BD=AD\cdot BC+AB\cdot DC}
が示された。

### 円に関する反転を用いた証明

円に関する反転を用いた証明

Dを中心とする適当な円 {\displaystyle \Gamma } に関する反転 によってABCDの外接円が直線に移されるようにする。
このとき
{\displaystyle A'B'+B'C'=A'C'}
が成り立つ。
このとき、一般性を失わずに {\displaystyle \Gamma } の半径を1と置くことができる。 このとき {\displaystyle A'B',B'C',A'C'}はそれぞれ以下のように表される。 
{\displaystyle {\frac {AB}{DA\cdot DB}},{\frac {BC}{DB\cdot DC}},{\frac {AC}{DA\cdot DC}}}
この式の両辺に {\displaystyle DA\cdot DB\cdot DC} をかけて最初の式に代入するとトレミーの定理が得られる。

## 一般化
一般化にケイシーの定理がある。